# Buffalo Beauts
Buffalo Beauts är en professionell ishockeyklubb för damer i Buffalo i USA. Laget grundades 2015 samtidigt som National Women's Hockey League startade med fyra lag: Buffalo Beauts, Boston Pride, New York Riveters och Connecticut Whale.